# Microlaimus acinaces
Microlaimus acinaces är en rundmaskart. Microlaimus acinaces ingår i släktet Microlaimus, och familjen Desmodoridae. Arten är reproducerande i Sverige.